# Herodion
Herodion o Herodium (ebraico: הרודיון; arabo: هيروديون) è una collina a forma di tronco di cono, che si eleva sulla piana circostante per circa 60 metri, raggiungendo i 758 m s.l.m., sulla cui sommità Erode il Grande fece costruire un palazzo-fortezza tra il 23 e il 15 a.C. Si trova in Cisgiordania, 12 km a sud di Gerusalemme. La combinazione di palazzo e fortezza fu una caratteristica comune a diverse costruzioni erodiane, come Masada. Nel maggio 2007 archeologi israeliani vi hanno rinvenuto  una tomba, forse dello stesso re.

## Storia
L'Herodion è l'unica costruzione di re Erode che ha preso il nome dal sovrano. Nell'epoca delle crociate fu conosciuta come "la montagna dei franchi", spiccando come il rilievo maggiore nel deserto di Giuda. Gli arabi locali lo chiamano Jabal al-Fourdis ("montagna del Paradiso"), nome che deriva forse da una corruzione dell'originale. Gli archeologi israeliani hanno confermato che il nome ebraico era Herodis (ebraico: הרודיס). Viene infatti chiamato così in documenti risalenti alla terza guerra giudaica.
Negli anni di aspri conflitti che seguirono l'uccisione di Cesare, i Parti guidati da Pacoro I invasero la Siria romana e, unendosi agli Asmonei, la Giudea nel 40 a.C. circa. Qui Ircano II, Fasaele e lo stesso Erode furono sconfitti dai Parti e da Antigono II Asmoneo, che verrà incoronato re di Giudea. Mentre andava a rifugiarsi nella fortezza di Masada, Erode si scontrò con forze al suo inseguimento e le sconfisse. Secondo Giuseppe Flavio proprio nel luogo della battaglia, a commemorazione della vittoria, una volta salito al trono costruirà dal nulla l'Herodion.
La collina è in parte artificiale. Il palazzo-fortezza vero e proprio aveva una cerchia difensiva costituita da una doppia cinta muraria, con un diametro esterno di 62 metri. L'altezza era di circa 30 metri. Comprendeva quattro torri. La più larga, quella orientale di circa 18 m di diametro, è probabile contenesse gli appartamenti reali. Vi sono resti di elaborati pavimenti a mosaico ed affreschi. Le altre torri semicircolari avevano un diametro di 16 metri. Diverse cisterne provvedevano un'ampia provvista d'acqua al palazzo. Subito a nord della collina vi sono i resti di diverse costruzioni disposte con regolarità lungo l'asse nord-sud su un'area di circa 15 ettari, con al centro una piscina di 70 x 46 metri, che era attorniata da giardini. Poco sotto il palazzo, a metà collina, vi sono i resti di un monumento funerario che conteneva dei sarcofaghi, probabilmente la tomba del re Erode e dei suoi familiari.
I romani dalla Legio X Fretensis assediarono e distrussero Herodion nella prima guerra giudaica, prima di porre un lungo assedio a Masada.
All'inizio della terza guerra giudaica, 60 anni dopo, Simon Bar Kokheba lo utilizzò come quartier generale secondario. Le ricerche archeologiche hanno evidenziato opere murarie difensive e gallerie risalenti a questo periodo.

## Galleria d'immagini

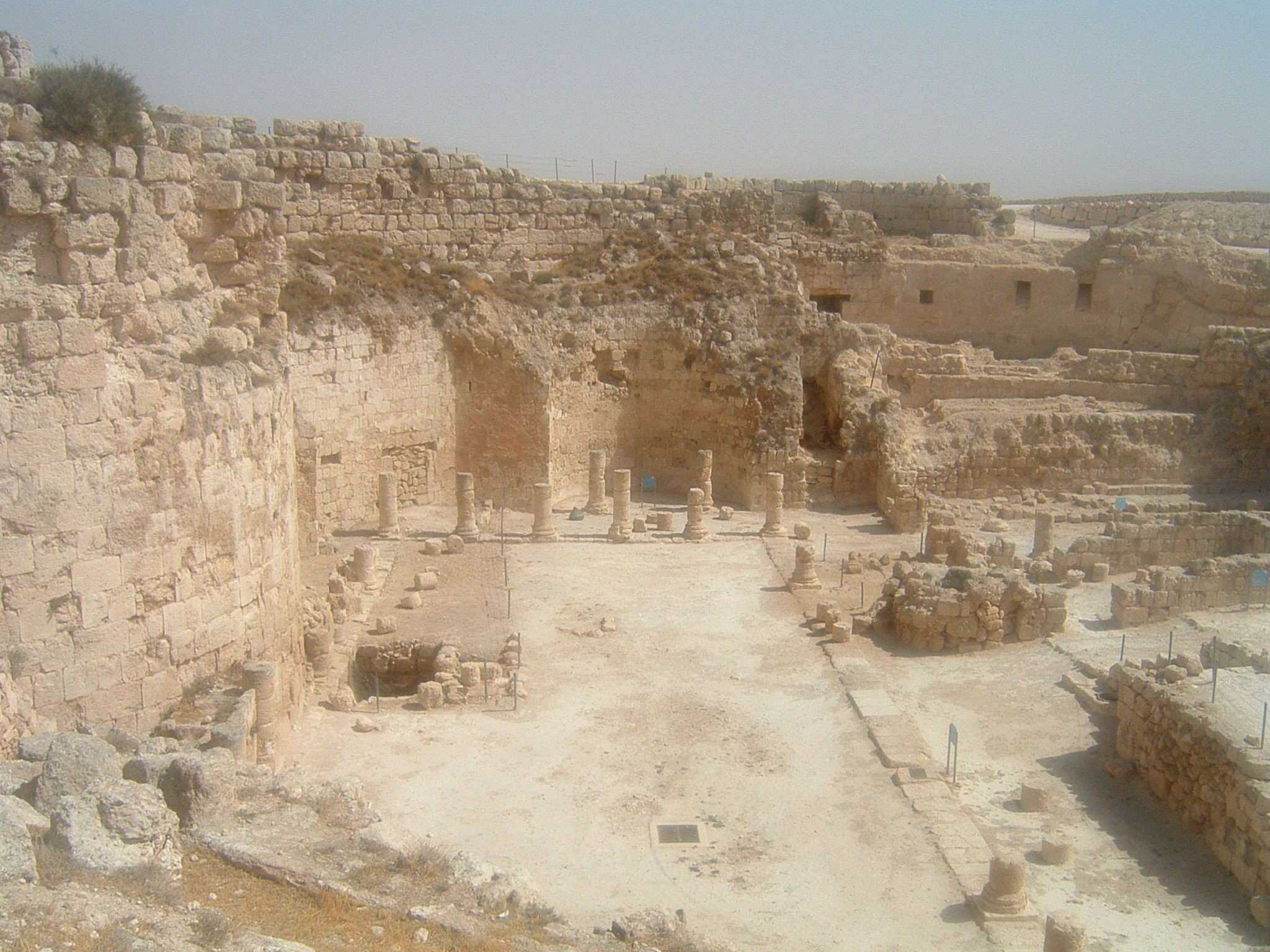
Resti del palazzo di Erode all'interno della collina dell'Herodion
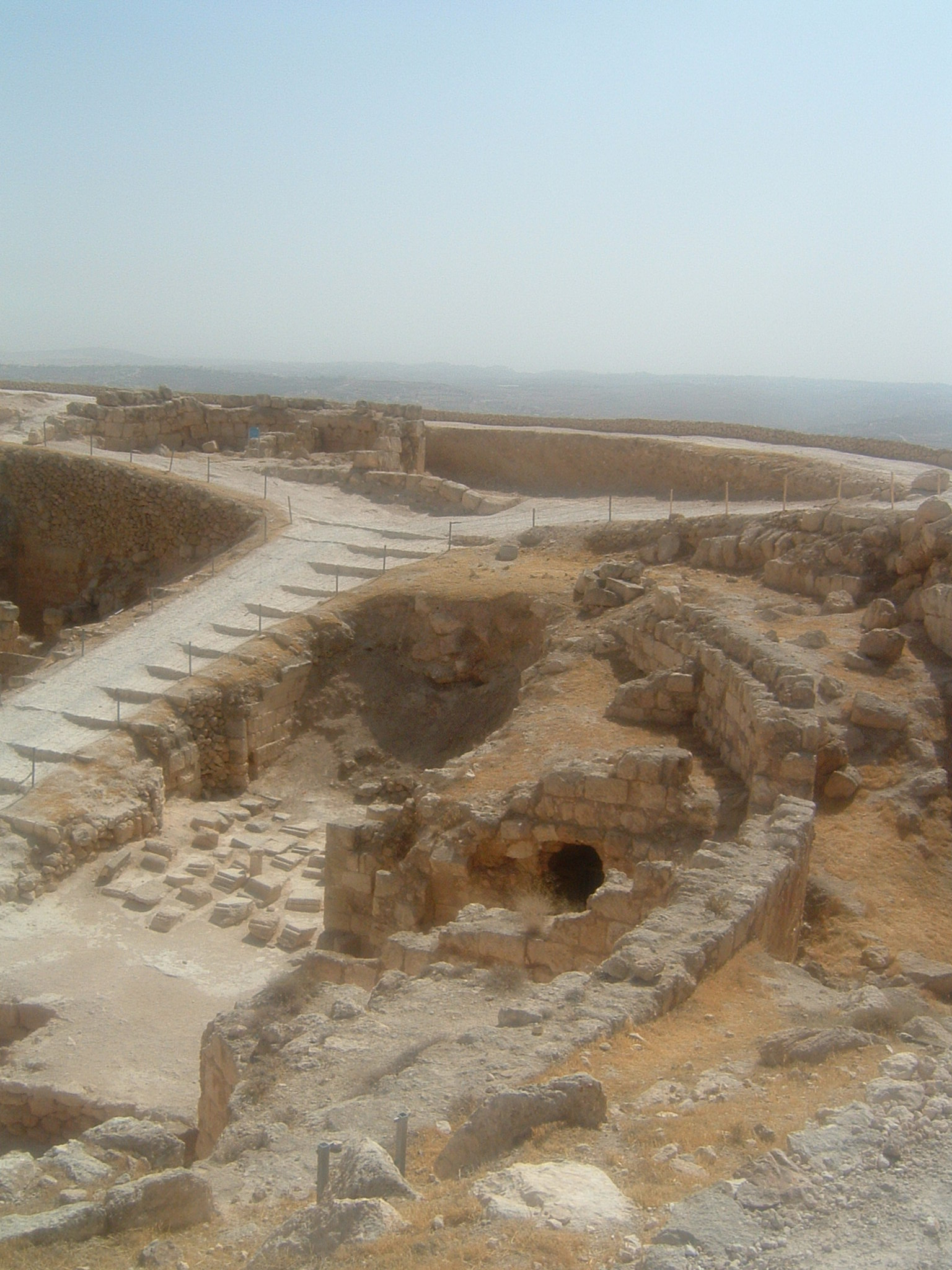
Resti delle terme dell'Herodion
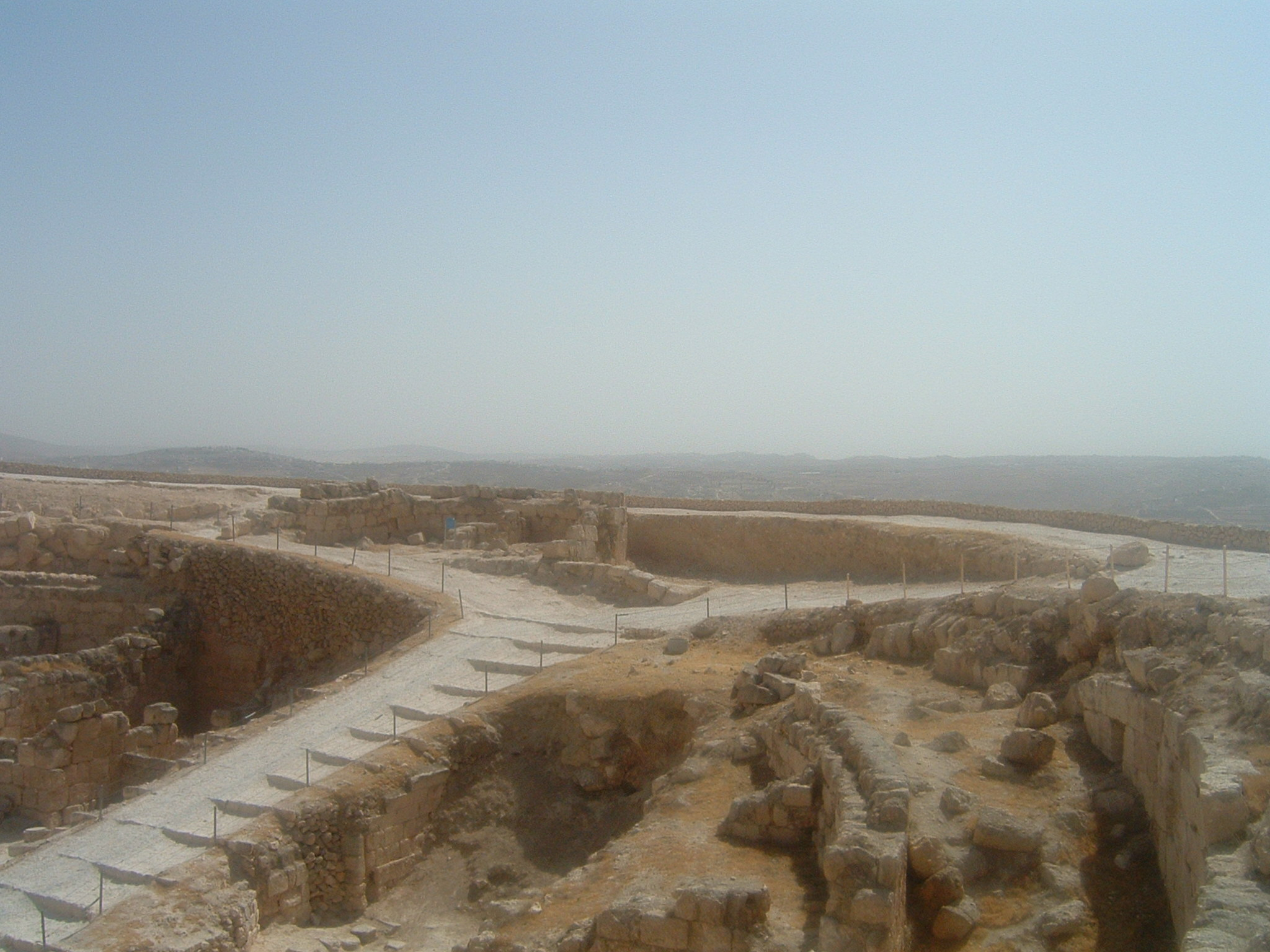
Resti delle mura dell'Herodion
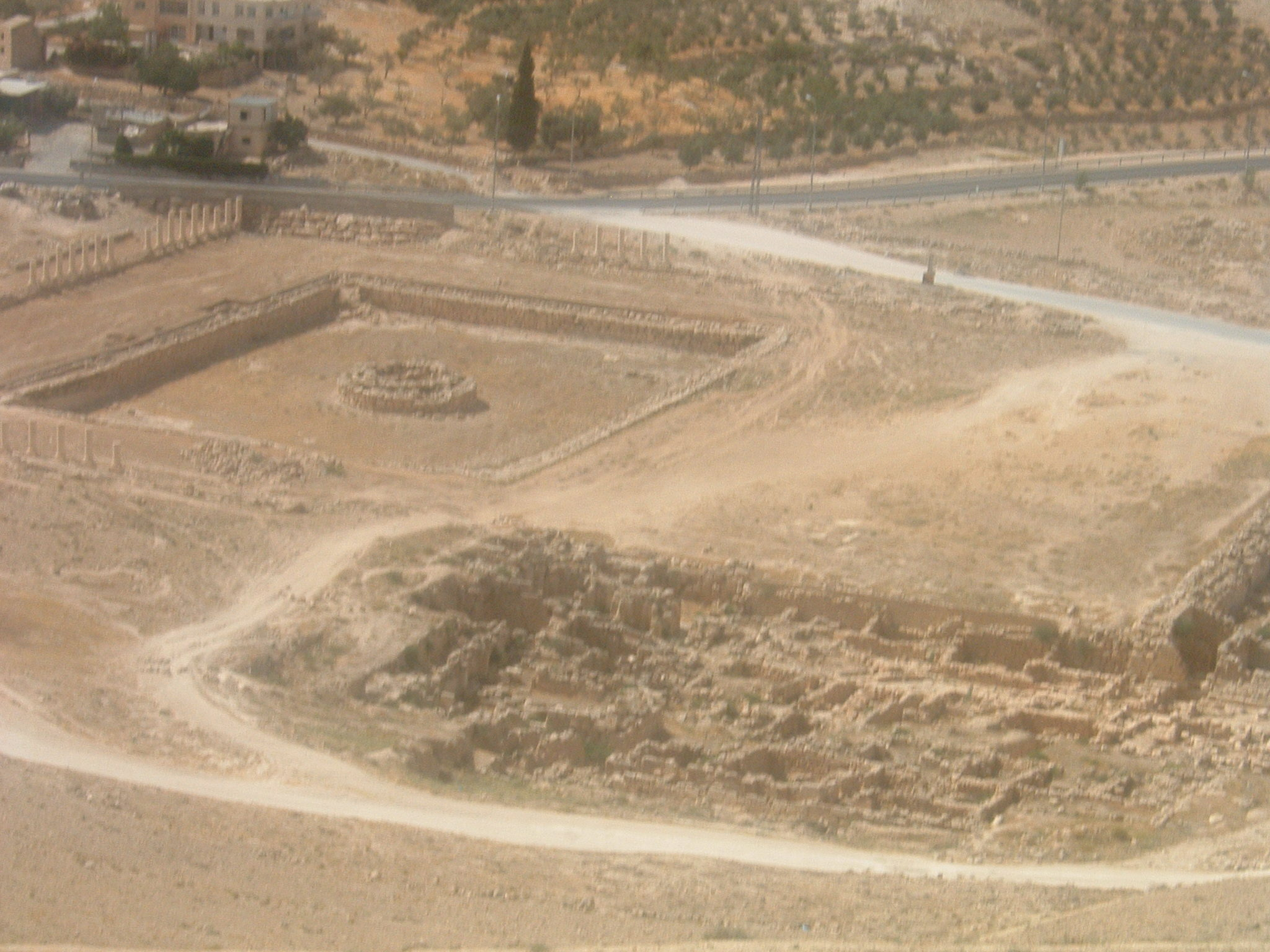
Resti dell'abitato ai piedi della collina dell'Herodion
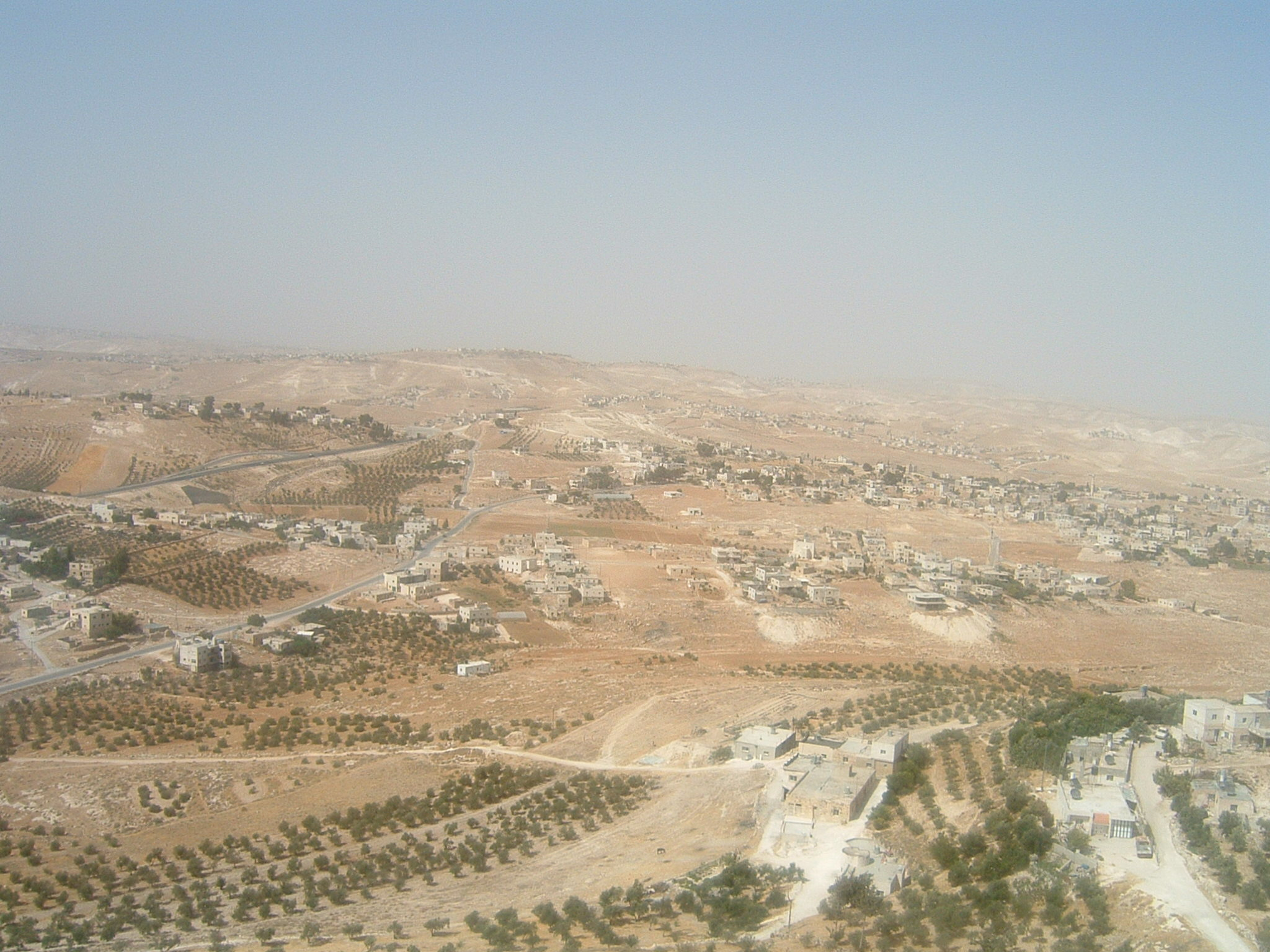
Vista dalla sommità della collina dell'Herodion